# Orlando Brown Jr.
Orlando Claude Brown Jr. (* 2. Mai 1996 in Baltimore, Maryland) ist ein US-amerikanischer American-Football-Spieler in der National Football League (NFL). Er spielt für die Cincinnati Bengals als Offensive Tackle. Zuvor stand er bei den Kansas City Chiefs und den Baltimore Ravens unter Vertrag, nachdem er College Football für die Oklahoma Sooners spielte. Mit den Chiefs gewann Brown den Super Bowl LVII.

## College
Brown entschied sich, sein erstes Jahr an der University of Oklahoma als Redshirt zu verbringen. So gab er sein Debüt erst 2015, wurde aber auf Anhieb zum Stammspieler auf der Position des Left Tackle und spielte in seinen drei Jahren am College in 40 von 40 möglichen Spielen. Am 3. Januar 2018 gab er bekannt, auf ein weiteres Jahr am College zu verzichten und stattdessen am NFL Draft 2018 teilzunehmen.

## NFL
Brown nahm im Februar 2018 am NFL Scouting Combine teil und lieferte dort eine unterdurchschnittliche Leistung. Er rangierte auf dem letzten Platz unter allen Teilnehmern im 40 Yard Dash (5,85 Sekunden), im Hochsprung (49,53 Zentimeter) und im Weitsprung (208,28 Zentimeter). Das Sportmagazin Bleacher Report betitelte seine Leistung als "schlechteste in der Geschichte des Events".
Aufgrund der enttäuschenden Leistung beim Scouting Combine dauerte es im NFL Draft 2018 bis zur 3. Runde, ehe ihn die Baltimore Ravens Brown mit dem 83. Pick auswählten.
Für die Ravens kam Brown auf der Position des Right Tackle zum Einsatz und stand in seiner Rookie-Saison in allen 16 Saisonspielen auf dem Platz, davon 10 Mal in der Startaufstellung. Auch bei der Playoff-Niederlage gegen die Los Angeles Chargers stand er in der Startaufstellung.
Im April 2021 wurde er zu den Kansas City Chiefs getradet. Die Chiefs erhielten dabei neben Brown einen Zweitrundenpick 2021 und einen Sechstrundenpick 2022, die Ravens dafür den Erstrunden-, den Drittrunden- und einen Viertrundenpick 2021 sowie einen Fünftrundenpick 2022.
Vor der Saison 2022/23 erhielt er den Franchise Tag, der ihn für eine weitere Saison an die Kansas City Chiefs bindet. Eine langfristige Vertragsverlängerung um mehrere Jahre scheiterte im Juli 2022.
Am 15. März 2023 wurde Brown von den Cincinnati Bengals für vier Jahre verpflichtet.